# Десять минут тишины
«Десять минут тишины» — российский документальный кинофильм 2005 года.
Документально-экспериментальный фильм «Десять минут тишины» является киновыражением тенденций, воплощённых в живописи «Чёрным квадратом» Малевича и «4′33″» Джона Кейджа в музыке. В основе фильма — история XX века, века мировых войн, катастроф и трагедий.

## Фестивали
- 7-я Неделя Экспериментального Кино, Мадрид, Испания, ноябрь 1997;[2]
- 14-й Международный Медиафестиваль в Штутгарте, январь, 2001, Германия;
- 10-й Международный Фестиваль Фестивалей в С-Петербурге, июнь 2002;
- 7-й Международный Фестиваль Независимого Кино «Чистые грёзы — VII», С-Петербург, ноябрь 2004;[3]
- 2-й Международный Фестиваль Тенденциозного Искусства «АРТКОНЦЕПТ», С-Петербург, май 2005;[4][5]
- Клуб «СИНЕФАНТОМ», Москва, 17 августа 2005;
- 8-й Фестиваль Параллельного Кино «СИНЕФАНТОМ», Москва, ноябрь 2005;
- Акция «Фонда Михаила Шемякина» «Трансформация квадрата», С-Петербург, 25 ноября 2005;
- II Международный Арт-проект «СОЛЬ ВОДЫ», Калининград, март 2006;
- VI Международный Фестиваль Экспериментального Искусства, С-Петербург, ЦВЗ «Манеж», август 2006.[6]